# Cephalopyrus flammiceps
Cephalopyrus flammiceps е вид птица от семейство Синигерови, единствен представител на род Cephalopyrus.

## Разпространение
Видът е разпространен в Бутан, Китай, Индия, Лаос, Мианмар, Непал, Пакистан и Тайланд.